# Église Saint-Jean-Baptiste de Gergovie
Pour les articles homonymes, voir église Saint-Jean-Baptiste.
L'église Saint-Jean-Baptiste est une église située à La Roche-Blanche dans le département français du Puy-de-Dôme, en région Auvergne-Rhône-Alpes.

## Historique
Cette église fortifiée date du XIe siècle et comprend un presbytère aménagé à l’étage.

### Protection
L'église est inscrite au titre des monuments historiques par arrêté du 24 mai 1996.

## Description
Elle possède un portail de style Renaissance, des chapiteaux historiés, ainsi qu’un mobilier et un décor intérieur datant du XIXe siècle.